# Argun (chán)
Argun či Argun chán (mongolsky: Аргун хан; asi 1258 – 7. nebo 10. března 1291) byl čtvrtý vládcem Ílchanátu Mongolské říše, jemuž panoval v letech 1284 až 1291. Byl synem Abaky a stejně jako jeho otec byl oddaným buddhistou, i když se sympatií ke křesťanství. Vyslal do Evropy poselstva, která se neúspěšně pokusila o vytvoření francouzsko-mongolské aliance proti muslimům ve Svaté zemi; poselstva vyslaná v letech 1285 a 1287 vedli nestoriánští křesťané, první Ísa Kelemeči a druhé Rabban bar Sauma. Když Argun požádal svého prastrýce Kublajchána o novou nevěstu, doprovodu mladé Kököčin napříč Asií k Argunovi se údajně ujal Marco Polo. Argun však zemřel ještě před příjezdem nevěsty, takže Kököčin se místo toho provdala za Argunova syna Gazana.